# Лоллия Паулина
Лоллия Паулина (лат. Lollia Paulina) (около 15 — 49 год) — третья жена Калигулы, в 38 году.

## Происхождение
Родилась в плебейской семье Марка Лоллия (консула-суффекта в 31 году) и Волузии Сатурнины, дочери Луция Волузия Сатурнина, консула-суффекта 12 до н. э., проконсула Африки и пропретора Сирии и Ноннии Поллы.
Марк Лоллий происходил из семьи Лоллиев, отцом его был Марк Лоллий, консул в 21 году до н. э., а матерью — Аврелия Котта, предположительно, — племянница матери Юлия Цезаря Аврелии Котты.
У Лоллии Паулины была старшая сестра — Лоллия Сатурнина, родившаяся около 10 года, вышедшая замуж за Децима Валерия Азиатика, консула-суффекта 35 года и ординарного консула 46 года.
Лоллия Паулина и её сестра унаследовали от матери свою красоту.
Лоллия Паулина получила в наследство от деда, Марка Лоллия, огромное состояние .

## Биография
В начале 30-х годов Лоллия Паулина вышла замуж за Публия Меммия Регула, консула-суффекта 31 года. Он председательствовал на заседаниях Сената, на котором был осуждён и приговорён к смерти Сеян. Лично сопровождал Сеяна на казнь. В 35 году Тиберий назначил его легатом Македонии, Ахеи и Мёзии. Брак с Лоллией Паулиной для него был вторым, имя первой его жены неизвестно. От первого брака у него был сын, Гай Меммий Регул.
В конце 37 года Калигула прослышал про красоту и богатство Лоллии Паулины и вызвал Публия Меммия Регула с женой в Рим. Там он заставил их развестись и в начале 38 года сам взял её в жены. Брак длился около полугода, после чего Калигула развёлся с Лоллией Паулиной, обвинив её в бесплодии. Лоллии Паулине было запрещено выходить замуж за кого бы то ни было, хотя Публий Меммий Регул до февраля 39 года находился в Риме и был готов вновь на ней жениться.
В начале 39 года Калигула сделал своей любовницей сестру Паулины — Лоллию Сатурнину, всенародно обсуждая эту связь.
В 48 году, после казни Мессалины, Каллист предлагал Клавдию жениться на Лоллии Паулине, которая с момента развода в одиночестве жила в Риме. Однако Клавдий выбрал Агриппину . Агриппина возненавидела Лоллию и в 49 году обвинила её в сношениях с халдеями и магами. Её осудили к ссылке и конфискации имущества. После отъезда из Рима Лоллию принудили к самоубийству, после чего её голову доставили Агриппине.
В 59 году Нерон приказал привезти её прах в Рим и построил для неё гробницу .